# برونیکا بوکته
برونیکا «برو» بوکته جیادانس (به اسپانیایی: Verónica Boquete) (زادهٔ ۹ آوریل ۱۹۸۷) یک بازیکن فوتبال زن اسپانیایی با اصلیت گالیسی است که به عنوان مهاجم و هافبک برای تیم فوتبال پاری سن ژرمن و در لیگ ۱ زنان فرانسه بازی می‌کند. وی همچنین یکی اعضای تیم ملی فوتبال زنان اسپانیا است و همین‌طور برای تیم ملی فوتبال زنان گالیسیا که یکی از بخش‌های خود مختار اسپانیا هست نیز بازی می‌کند. وی همچنین بازوبند کاپیتانی را در اولین حضور تیم ملی اسپانیا در جام جهانی فوتبال زنان ۲۰۱۵ بر بازو داشت.